# 위안바오구
위안바오구(한국어: 원보구, 중국어: 元宝区, 병음: Yuánbǎo Qū)는 중화인민공화국 랴오닝성 단둥 시의 행정구역이다. 넓이는 81 km2이고, 인구는 2007년 기준으로 180,000명이다.

## 행정 구역
7개 가도, 1개 진을 관할한다.
- 가도: 六道口街道, 七道街道, 八道街道, 九道街道, 广济街道, 兴东街道.
- 진: 蛤蟆塘镇.